# ヤン・コピツ
ヤン・コピツ（Jan Kopic、1990年6月4日 - ）は、チェコ (旧チェコスロバキア)・ハンポレツ出身のサッカー選手。FCヴィクトリア・プルゼニ所属。ポジションはMF。チェコ代表。

## クラブ経歴
2004年にFCヴィソチナ・イフラヴァの下部組織に入団し、トップチームデビューを経験する前に2010-11シーズンはFKチャースラフへとレンタル移籍をした。レンタルは半年で打ち切られ、残るシーズンはレンタル元のFCヴィソチナ・イフラヴァでプレーすることとなった。
2011年7月1日、FKバウミト・ヤブロネツに加入した。
2015年6月17日、FCヴィクトリア・プルゼニに3年契約で移籍し、背番号10番を着用することが発表された。

## 代表経歴
2014年6月3日、オーストリア代表との親善試合にてチェコ代表での初キャップを刻んだ。代表初得点は2年後の2016年8月31日に行われたアルメニア代表戦である。
健康上の理由からUEFA EURO 2020の登録メンバーには選出されなかった。